# Öresundverbindung

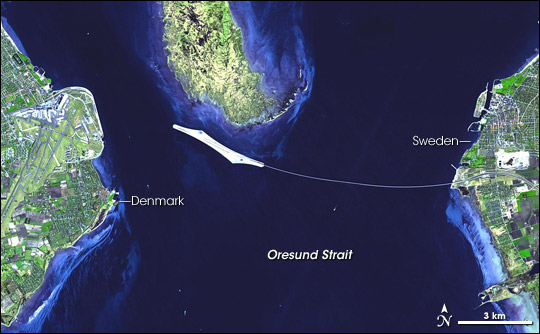
Satellitenbild der Öresundbrücke im Bild rechts zwischen Dänemark und Schweden, Mitte (hell): Insel Peberholm, oben: Insel Saltholm, links: Drogden-Sund mit Drogdentunnel

Die Öresundverbindung ist eine feste Verbindung über den Öresund und verbindet die dänische Hauptstadt Kopenhagen mit Malmö in Schweden. Sie besteht aus der Öresundbrücke, einer künstlichen Insel und dem Drogdentunnel.
Die Eröffnung wurde am 1. Juli 2000 im Beisein von Königin Margrethe II. von Dänemark und König Carl XVI. Gustaf von Schweden gefeiert. Die Verbindung des Ballungsraums Kopenhagen (Dänemark) mit dem Großraum Malmö (Schweden) dient der transnationalen Öresundregion und wird durch den Øresundsmotorvejen, der Teil der Europastraße 20 ist, und die Bahnstrecke København–Malmö genutzt.

## Bauliche Anlagen

Querschnitt Drogdentunnel

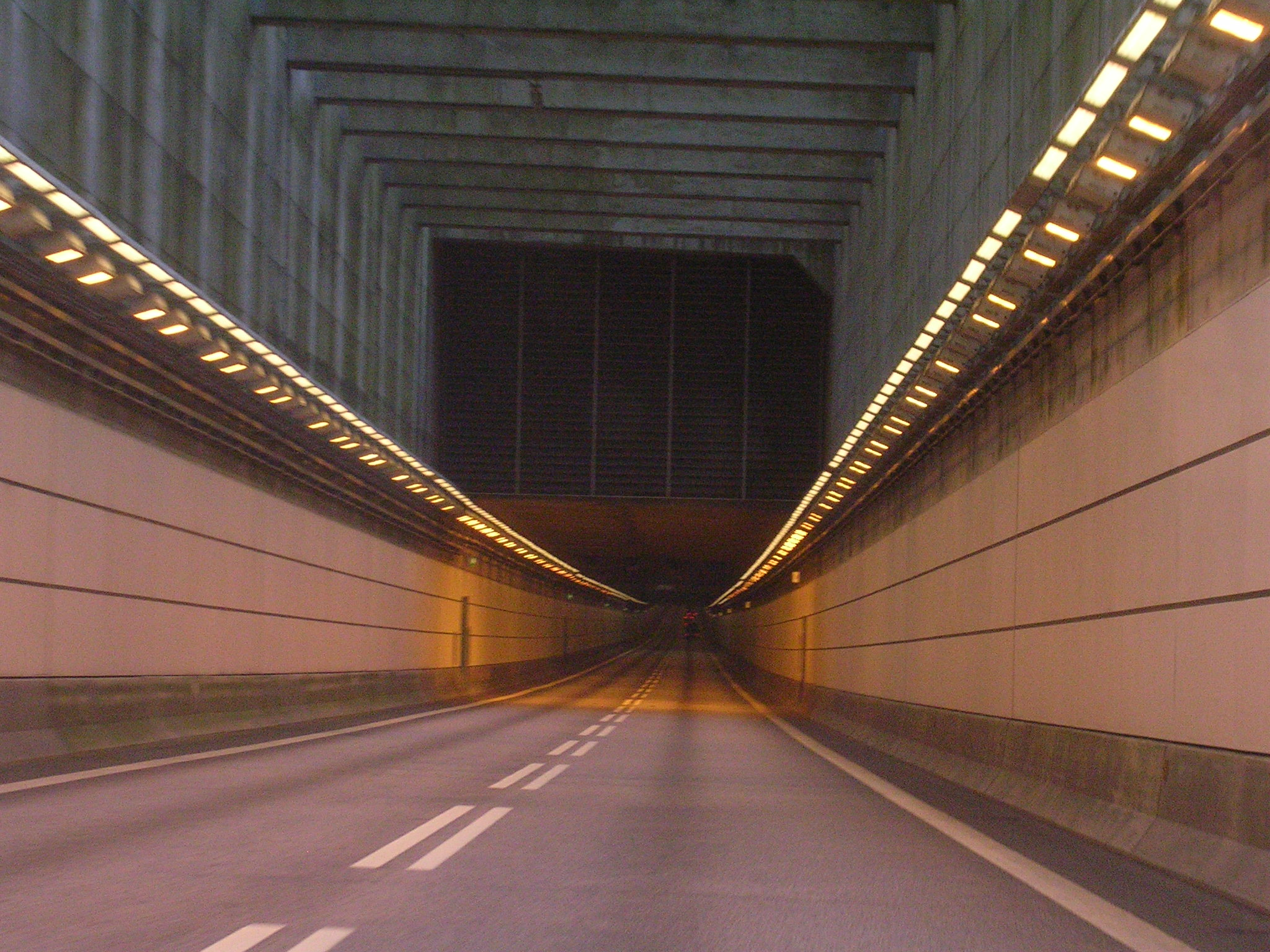
Einfahrt in den Drogdentunnel

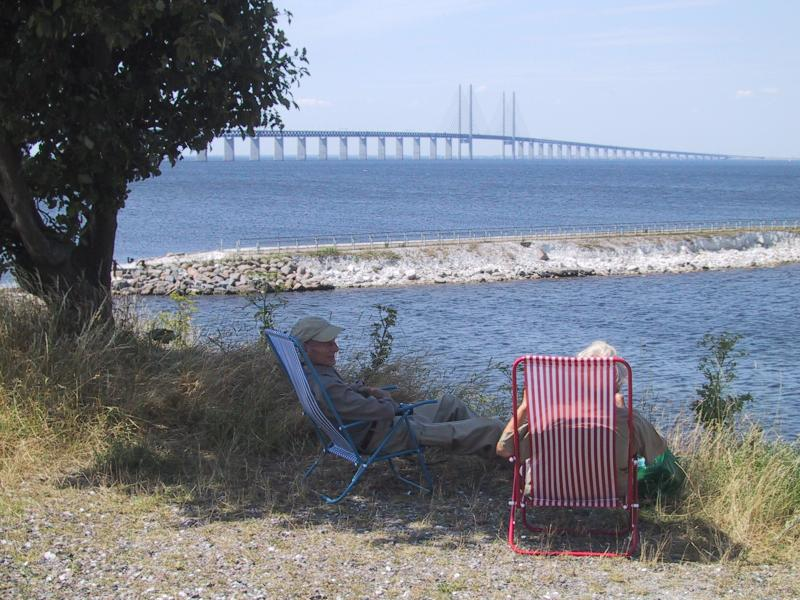
Öresundbrücke von Schweden aus betrachtet

Bei dieser 16 km langen Kfz- und Eisenbahnverbindung handelt es sich um eine Tunnel-Brücken-Kombination mit drei Hauptbestandteilen:
- dem Drogdentunnel,
- der Insel Peberholm (schwedisch Pepparholm)
- und der Öresundbrücke

Beschlossen wurde das Projekt im September 1991. Der erste Spatenstich erfolgte am 16. September 1993. Die gesamten Baukosten betrugen rund 2,8 Milliarden Euro.
Auf der westlichen Seite beginnt die Öresundverbindung in Kopenhagen beim Flughafen Kastrup auf einer künstlich geschaffenen Halbinsel. Von dort führt sie durch einen in Senkkasten-Technik hergestellten Tunnel, der 3510 m lang ist und auf der künstlichen Insel Peberholm endet. Dem Verkehr dienen vier Röhren: auf der Südseite zwei Eisenbahnröhren und auf der Nordseite zwei Autobahnröhren. Zwischen den Straßenröhren befinden sich auf der gesamten Länge ein Technik- und ein Fluchtkorridor.
Auf der 4055 m langen künstlichen Insel Peberholm verläuft der Straßen- und Schienenverkehr ebenerdig und wird über die sich östlich anschließende Öresundbrücke mit einem westlichen Rampenbauwerk von 3014 m Länge und der 1092 m langen Hochbrücke, die mit 490 m Spannweite längste Schrägseilbrücke der Welt für Eisenbahn- und Straßenverkehr, geführt. Die 3739 m lange östliche Zufahrtsrampe bindet an das schwedische Festland bis zum Ort Lernacken an. Auf den Brücken verläuft der Verkehr doppelstöckig, der Kfz-Verkehr über dem Schienenverkehr.
2002 erhielt die Öresundverbindung den „Outstanding Structure Award“ der International Association for Bridge and Structural Engineering (IABSE).

## Nutzungsbedingungen für Kraftfahrzeuge
Für die Benutzung der Strecke wird eine Mautgebühr erhoben, die in der Größenordnung der Tarife der Fährverbindung liegt. Im Jahr 2025 betrug der Preis für die einfache Überfahrt mit einem PkW 510 dänische bzw. 750 schwedische Kronen (ca. 68 €). Die Zahlstelle dafür befindet sich auf der schwedischen Seite. Der Vorteil ist eine kürzere Fahrzeit: Die Öresundverbindung verkürzt die Fahrzeit zwischen den beiden Städten von 60 auf 15 Minuten.

## Nutzungsbedingungen für Schiffe
Die Öresundverbindung queren zwei Hauptfahrwasser für Seeschiffe:
- Den Drodgentunnel können Schiffe mit einem Tiefgang von bis zu 8 m überqueren. Im Gegensatz zu allen anderen Verbindungen zwischen Nord- und Ostsee ist die Höhe dort nicht beschränkt.
- Die Öresundbrücke hat eine lichte Höhe von 55 m und einen maximalen Tiefgang von 7,2 m[2].

Der Hafen von Kopenhagen ist für größere Seeschiffe nur von Norden erreichbar. 